# Renato De Sanzuane
Renato De Sanzuane   (Venècia, 5 de març de 1925 - Venècia, 23 de juny de 1986) va ser un waterpolista italià que va competir durant la dècada de 1950.
El 1952 va prendre part en els Jocs Olímpics de Hèlsinki, on va guanyar la medalla de bronze en la competició de waterpolo.
També guanyà una medalla de bronze al Campionat d'Europa de waterpolo de 1954.